# Zufre
Zufre è un comune spagnolo di 1 056 abitanti situato nella comunità autonoma dell'Andalusia.

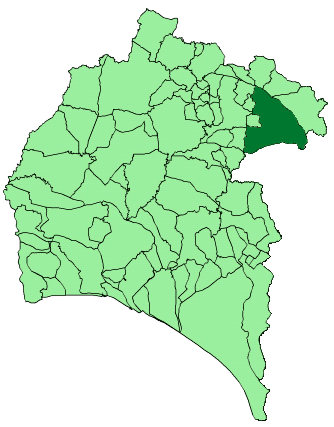
Mappa del comune nella provincia